# Ioscytus tepidarius
Ioscytus tepidarius är en insektsart som först beskrevs av Hodgden 1949.  Ioscytus tepidarius ingår i släktet Ioscytus och familjen strandskinnbaggar. Inga underarter finns listade i Catalogue of Life.